# Ludwig Kaiser
Marcel Barthel (Pinneberg, Schleswig-Holstein, 8 de julio de 1990) es un luchador profesional alemán. Ahora trabaja para WWE, donde actúa en la marca Raw bajo el nombre de Ludwig Kaiser o como su alter ego enmascarado El Grande Americano, siendo el segundo luchador en portar máscara. Barthel también es conocido por su trabajo en el circuito independiente en Alemania. Desde su debut en marzo de 2008, trabajó casi únicamente en su país de origen, sobre todo para la promoción Westside Xtreme Wrestling (wXw), con apariciones casuales en el Reino Unido para Progress Wrestling. En wXw, fue 2 veces Campeón Mundial en Parejas de wXw y Campeón Unificado Mundial de wXw.

## Carrera

### Westside Xtreme Wrestling (2009–2017, 2018)
Dieter hizo su debut para Westside Xtreme Wrestling  (wXw) en enero de 2009, perdiendo ante Dan Marshall. Su siguiente combate en wXw no fue hasta julio de 2012, cuando él y Da Mack derrotaron a Walter y Michael Isotov. Dieter y Da Mack formaron un equipo regular.
El 16 de noviembre de 2013, derrotaron a The Autsiders (Walter y Robert Dreissker) para ganar el wXw World Tag Team Championship. Dieter y Da Mack hicieron siete defensas exitosas del campeonato, derrotando a jugadores como The Sumerian Death Squad (Tommy End y Michael Dante), Forever Hooligans (Rocky Romero y Alex Koslov) y Kazuki Hashimoto y Ryuichi Kawakami. Finalmente perdieron el campeonato ante Matt Striker y Trent el 15 de marzo de 2014, pero volvieron a ganar el campeonato en una revancha un día después.
El 6 de abril de 2014, Dieter recibió su primera oportunidad en el wXw Shotgun Championship, perdiendo contra Axel Tischer. Meses después, Dieter y Da Mack fueron derrotados por French Flavour (Lucas Di Leo y Peter Fischer) el 18 de octubre de 2014, poniendo fin a su reinado. El 22 de noviembre, desafió sin éxito a Walter para el wXw Unified World Wrestling Championship.
En febrero de 2015, Dieter participó en la Copa de las Cuatro Naciones, derrotando a Timothy Thatcher en la final por el triunfo del torneo. En marzo, Dieter participó en el Torneo de Oro de 16 Kilates, derrotando a Zack Sabre Jr. en la semifinal para avanzar a la final, donde perdió ante Tommy End. En octubre, después de un breve descanso, Hot And Spicy se unieron de nuevo, participando en el Torneo Mundial de Equipos de Marcado 2015, llegando a semifinales donde perdieron contra reDRagon (Kyle O'Reilly y Bobby Fish).
En marzo de 2016, Dieter volvió a participar en el Torneo de Oro de 16 Kilates, derrotando a Drew Galloway en la semifinal para avanzar a la final, donde perdió ante Zack Sabre Jr, el hombre al que derrotó para avanzar a la final en el torneo del año anterior. El 2 de septiembre, Dieter y Da Mack se enfrentaron uno contra otro.
El 30 de octubre, se confirmó que Barthel, bajo el nombre de Axel Dieter Junior, volverá a trabajar como parte de su 18.º aniversario el 22 de diciembre.

### Progress Wrestling (2017)
Representando wXw y Ringkampf, Dieter hizo su debut para Progress Wrestling en Reino Unido el 15 de enero de 2017, junto a Walter, derrotando a The London Riots (James Davis y Rob Lynch). Regresaron a la promoción el 29 de enero de 2017, perdiendo ante The South Pacific Power Trip (TK Cooper y Travis Banks).
Una vez más regresaron el 19 de marzo, derrotando a The Hunter Brothers (Jim y Lee Hunter). En su primera lucha de singles, Dieter perdió ante Mark Haskins. El 23 de abril, Dieter, Walter y Timothy Thatcher desafiaron sin éxito a British Strong Style (Pete Dunne, Trent Seven y Tyler Bate) en un combate por equipo de seis contra seis.

### WWE

#### NXT (2017-2021)
A inicios de 2017, después de que Dieter se retirara de repente, se rumoreó que había firmado con WWE. Dieter, usando su nombre real, finalmente debutó en el territorio de desarrollo de WWE NXT Wrestling en junio de 2017, perdiendo contra Roderick Strong en un House Show. En agosto de 2018, Marcel Barthel hizo su debut en WWE NXT (grabado en julio) como heel en una derrota contra Keith Lee. Marcel Barthel fue derrotado por EC3 en el episodio NXT 28 de noviembre de 2018. En diciembre y enero, Barthel formó un equipo de etiqueta con Fabian Aichner. El dúo, apodado "Unión Europea", luego pasó a anotar victorias tanto en NXT como en NXT UK.
En el show del 13 de mayo de 2020 de NXT, Barthel y Aichner derrotarían a Riddle y Timothy Thatcher (quien ocuparía el lugar de Pete Dunne), ganando el Campeonato de Parejas de NXT. Tras las exitosas defensas del título contra equipos como Oney Lorcan y Danny Burch y The Undisputed Era, en el show del 26 de agosto de NXT, Imperium perdería los títulos ante Breezango, terminando su reinado de 105 días.
En el show único del 26 de octubre de 2021 de NXT: Halloween Havoc, Barthel y Aichner vencieron a MSK en un Lumberjack match para ganar el Campeonato de Parejas de NXT por segunda vez. En diciembre, en NXT WarGames, defenderían con éxito contra Kyle O'Reilly y Von Wagner. El 2 de abril de 2022 en NXT Stand & Deliver, perderían los títulos ante MSK en una lucha por equipos de triple amenaza que también involucraría a The Creed Brothers, poniendo fin a su reinado en 158 días. 3 días después, Barthel hizo su última aparición en NXT, cuando él y Aichner se enfrentaron a The Creed Brothers, con Aichner abandonando el combate y disolviéndose el equipo.
En NXT UK, emitido el 26 de marzo, junto a Fabian Aichner derrotaron a Ashton Smith y Oliver Carter.

#### Roster principal (2022-presente)

Kaiser (derecha) con Imperium en el evento Clash at the Castle, septiembre de 2022.

En el show del 8 de abril de SmackDown, debutó bajo el nuevo nombre de Ludwig Kaiser junto a su antiguo compañero de Imperium, WALTER, ahora conocido como Gunther, escoltándolo en su lucha contra un competidor local. En el show del 27 de mayo, Kaiser tuvo su primer combate en el roster principal haciendo equipo con Gunther para derrotar a Drew Gulak y al Campeón Intercontinental Ricochet. Durante los meses de agosto, septiembre y octubre, ambos empezaron un feudo con The Brawling Brutes (Sheamus, Ridge Holland & Butch) que desencadenó en combates individuales entre Gunther y Sheamus, mientras Kaiser se reunió con Giovanni Vinci (antes Fabian Aichner) para reformar Imperium y enfrentar a Holland y Butch. En el show del 9 de septiembre de SmackDown, días después de Clash at the Castle, Imperium derrotó a The Brawling Brutes en una lucha por equipos de 6 hombres. Sin embargo, en Extreme Rules el 8 de octubre, fueron derrotados por ellos.
En el SmackDown WrestleMania Edition, en marzo de 2023, Kaiser y Vinci se enfrentaron a Drew McIntyre y Sheamus, pero perdieron. Como parte del Draft, junto con sus compañeros de Imperium fue seleccionado para la marca Raw. En el show del 22 de mayo de Raw, Imperium se enfrentó al equipo de Matt Riddle, Kevin Owens & Sami Zayn, siendo derrotados.

## Campeonatos y logros
- European Wrestling Promotion
  - EWP Tag Team Championship (1 vez) – con Da Mack

- Great Bear Promotions
  - Great Bear Grand Championship (1 vez)

- German Stampede Wrestling
  - GSW Tag Team Championship (1 vez) – con Da Mack

- Nordic Championship Wrestling
  - NFC First Fighter Championship (1 vez)
  - International NCW Cruiserweight Championship (1 vez)
  - First Fighter Tournament (2010)

- Pro Wrestling Fighters
  - PWF North-European Championship (1 vez)

- Westside Xtreme Wrestling
  - wXw Unified World Wrestling Championship (1 vez)
  - wXw World Tag Team Championship (2 veces) – con Da Mack
  - Mitteldeutschland Cup (2014)
  - Four Nations Cup (2015)

- World Wrestling Entertainment/WWE
  - NXT Tag Team Championship (2 veces) - con Fabian Aichner

- Pro Wrestling Illustrated
  - Situado en el N°297 en los PWI 500 de 2016
  - Situado en el N°326 en los PWI 500 de 2019
  - Situado en el N°240 en los PWI 500 de 2020